# Demetrio Pianelli (miniserie televisiva)
Demetrio Pianelli è una miniserie televisiva del 1963 diretta da Sandro Bolchi. È tratta dall'omonimo romanzo di Emilio De Marchi pubblicato nel 1890.

## Trama
Cesarino Pianelli, è un contabile sposato con Beatrice e con tre figli, la dodicenne Arabella e due maschi più piccoli, Mario e Naldo. Accanito giocatore d'azzardo, sottrae dalla cassa dell'ufficio postale per il quale lavora una somma di denaro destinata a pagare un debito di gioco ma, scoperto, e impossibilitato a pagare il debito, si suicida, affidando la sua famiglia al fratello Demetrio. Quest'ultimo si prende cura dei nipoti e della cognata della quale si innamora. Quest'ultima però, ignara dei sentimenti provati dal cognato, deciderà di riprendere marito con un parente, preferendolo a Demetrio.

## Produzione
Fra gli interpreti principali figurano Paolo Stoppa, Raoul Grassilli, Loretta Goggi, Ave Ninchi, Mara Berni, Tino Scotti, Gianrico Tedeschi.

## Distribuzione
La miniserie venne trasmessa dal 22 settembre al 13 ottobre 1963 dal Programma Nazionale in quattro puntate.